# Music to Watch Boys To (пісня)
«Music to Watch Boys To» (укр. Музика, під яку дивляться на хлопців)— промо-сингл з четвертого студійного альбому «Honeymoon» Honeymoon американської співачки Лани Дель Рей. Авторами треку є сама співачка і автор і продюсер Рік Ноуелс, що часто працює з нею. Продюсував трек Кієрон Мензієс. Пісня була записана у 2015 році на студії звукозапису The Green Building у Санта-Моніці.
Пісню можна почути в першому епізоді першого сезону норвезького телесеріалу «Сором».

## Історія створення
Вперше Дель Рей згадала пісню «Music to Watch Boys To» серед можливих назв для треків з майбутнього студійного альбому наприкінці червня 2014 року. Пізніше, Дель Рей сказала: «Music to Watch Boys To»  є однією з моїх улюблених пісень з альбому, особливо мені подобається 30-секундна а капела на початку, що нагадує мені бонус-трек з альбому Jewels of the Sea Ліси Бакстер». Спочатку лейблом співачки передбачалося випустити пісню як провідний сингл з альбому.
Фрагмент, на той момент ще не випущеної, пісні вперше з'явився в промо-ролику до альбому Honeymoon, де також прозвучали уривки інших треків з альбому, а саме «Terrence Loves You», «Freak» і «High by the Beach».
9 вересня 2015 року Дель Рей опублікувала офіційну обкладинку синглу у соціальних мережах, також повідомивши, що світова прем'єра пісні відбудеться на радіо Beats 1. 11 вересня 2015 року пісня була офіційно випущена як другий сингл альбому Honeymoon. У деяких країнах було випущено промо-диски з треком. Обкладинка треку була підготовлена сестрою співачки Чак Грант.

## Відеокліп
3 червня 2015 модель Джейк Маст написав у Twitter, що знявся в музичному відео на трек «Music To Watch Boys To», також припустивши, що кліп вийде в кінці місяця. У вересні цього року Дель Рей розмістила в Instagram фото зі зйомок музичного відео. Музичне відео на пісню «Music to Watch Boys To» було знято поблизу Голлівуду, Каліфорнія протягом квітня 2015 року.
Офіційна прем'єра музичного відео відбулася 30 вересня 2015 на YouTube. За сюжетом Дель Рей відпочиває на шезлонзі, слухаючи музику, і дивиться на хлопців, які грають у баскетбол та на молодих дівчат у бежевих сукнях, що плавають у воді. Деякі сцени кліпу зображені у чорно-білих тонах.

## Учасники запису
- Лана Дель Рей – вокал, написання пісні, продюсування.
- Рік Ноуелс – написання пісні, продюсування, фортепіано, синтезатор, електрогітара.
- Кірон Мензіс – продакшн, ударні, перкусія, семпли, запис, зведення.
- Патрік Воррен – струнні, флейта, кларнет, гобой, фагот.
- Курт Біскера – барабани.
- Роджер Джозеф Меннінг – бас, омнікорд.
- Леон Міхельс – флейта.
- Тревор Ясуда – додаткові ефекти.
- Адам Аян – мастеринг.

## Чарти
| Чарт (2015)                          | Найвища позиція |
| ------------------------------------ | --------------- |
| France (SNEP)                        | 117             |
| UK Singles (Official Charts Company) | 186             |